# Horatio Greenough
Pour les articles homonymes, voir Greenough.
Horatio Greenough, né à Boston le 6 septembre 1805 et mort à Somerville le 18 décembre 1852 est un sculpteur néoclassique américain du XIXe siècle.

## Biographie
Né dans une famille de marchands bostoniens, Horatio Greenough démontre très tôt une passion et un talent pour la sculpture. Son premier maître est un artiste français, Jean-Baptiste Binon, connu pour avoir réalisé un buste de John Adams exposé au Faneuil Hall. Des médailles gravées et une statuette en craie de William Penn figurent parmi les premières œuvres du jeune garçon.

Le jeune Horatio étudie à la Phillips Academy à partir de 1814 avant d'entrer à Harvard en 1821. Toujours passionné par l'art de la sculpture, il devient l'élève du graveur et architecte Solomon Willard (avec lequel il conçoit les premiers dessins de l'obélisque du monument de Bunker Hill) ainsi que du sculpteur Alpheus Cary. Avant la fin de ses études à Harvard, où il est devenu l'ami du peintre et poète Washington Allston, il se rend en Italie pour parfaire sa formation artistique.

Arrivé à Rome, où il réside dans une maison du Pincio avec un compatriote, le peintre Weir, il se passionne pour les chefs-d'œuvre de l'Antiquité et de la Renaissance et rencontre le célèbre sculpteur danois Bertel Thorvaldsen. En 1825, il s'installe définitivement à Florence, ne retournant en Amérique que lors de courts séjours : en 1827-28 (après avoir souffert de paludisme à Rome), en 1842 et en 1851-52.

En 1828, il réalise le portrait du président John Quincy Adams. En 1829-30, il sculpte le groupe raphaélesque des Chérubins chantant pour James Fenimore Cooper ainsi que le buste de l'auteur du Dernier des Mohicans. En 1832, il s'inspire du Corsaire de lord Byron pour sculpter le gisant de Médora acquis par le collectionneur Robert Gilmore de Baltimore. En 1837-40, il réalise une Vénus Victrix (Boston Athenæum). Avant 1841, il sculpte le portrait de la fille du comte Revicksky, ambassadeur autrichien à Florence.

En 1837, Greenough épouse une compatriote, Eliza Gore (1812-1892).
De retour aux États-Unis pour superviser l'installation de La Rescousse sur l'escalier du Capitole (cf. infra), il tombe malade et meurt dans les environs de sa ville natale le 18 décembre 1852, avant d'avoir pu mener à bien un nouveau projet, la statue équestre de Washington à l'Union Square de New York (finalement réalisée par Henry Kirke Brown en 1856).

Son frère est le sculpteur Richard Saltonstall Greenough (1819-1904).

### George Washington
En 1832, à l'occasion du centenaire de la naissance de George Washington, le Congrès commande à Greenough une statue monumentale du premier président des États-Unis destinée à la rotonde du Capitole. Achevée en 1840, la sculpture arrive l'année suivante à Washington, où elle est sévèrement critiquée et raillée. La semi-nudité héroïque du personnage (Greenough a décidé de représenter le président à la manière du Zeus de Phidias) choque tant les Américains que la statue en marbre est transférée en 1843 sur une pelouse du Capitole. En 1908, elle est finalement attribuée à la Smithsonian Institution. Elle est aujourd'hui exposée au National Museum of American History.

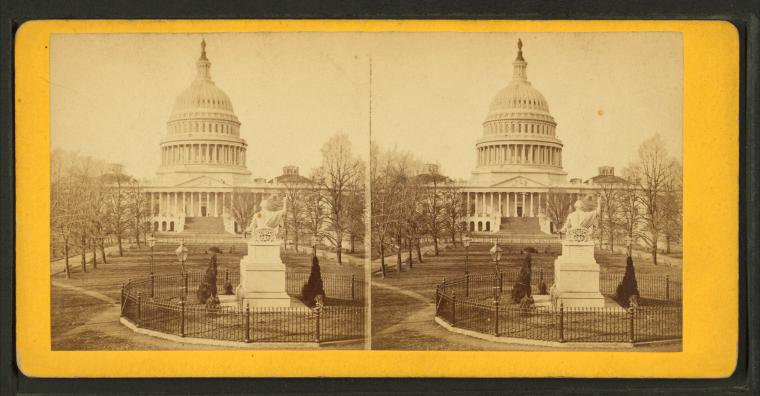
La statue à son emplacement d'origine, face au Capitole
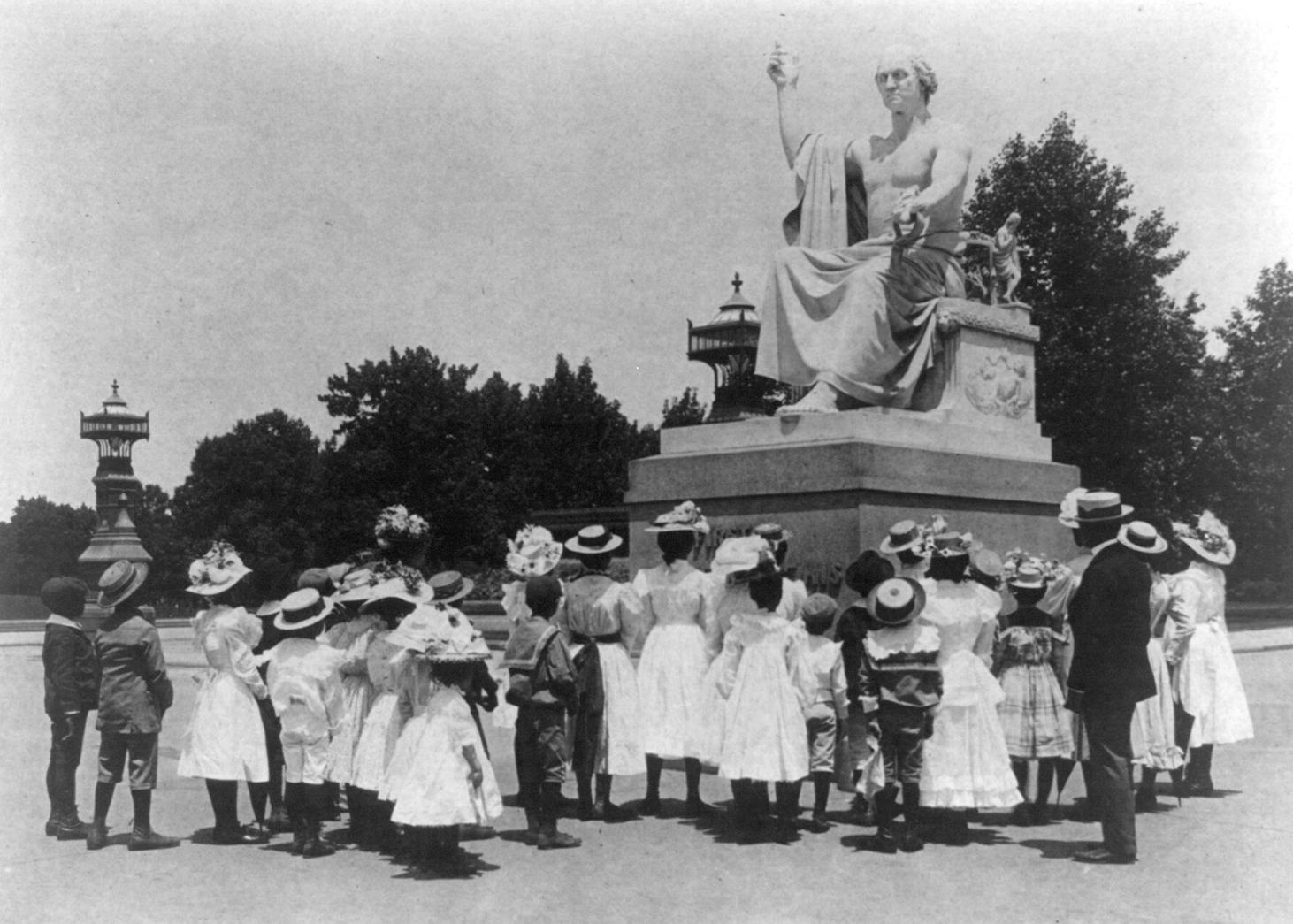
Écoliers admirant la statue (vers 1900)
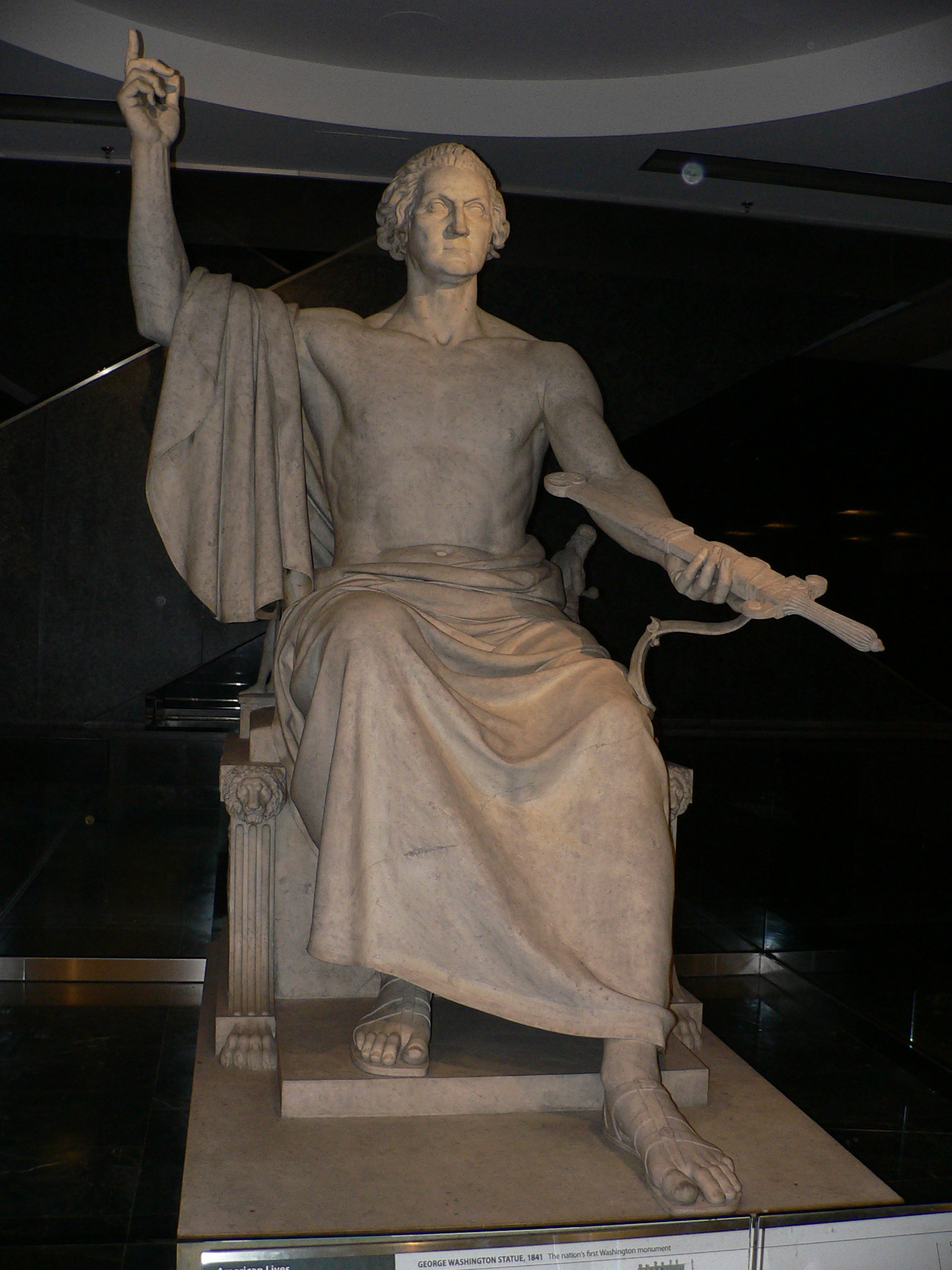
La statue dans son lieu d'exposition actuel

### La Rescousse
En 1837, l'État décide de placer deux groupes sculptés autour de l'escalier de la façade orientale du Capitole. Le premier groupe ayant été commandé, sur proposition du sénateur démocrate James Buchanan, à un artiste italien, Luigi Persico, les sénateurs whig William C. Preston et John C. Calhoun imposent le choix d'un compatriote pour le second groupe. Preston recommande chaudement Greenough, qui travaille alors à une autre commande de l'État, le Washington.

En concertation avec Persico, qu'il retrouve à Florence en 1839, Greenough choisit de « commémorer les dangers et les difficultés du peuplement » du continent américain dans une sculpture monumentale intitulée La Rescousse. Montrant un trappeur protégeant sa famille contre un Amérindien, cette œuvre à la fougue librement inspirée de la composition du groupe du Laocoon est achevée en juillet 1851. Elle n'est cependant mise en place qu'en 1853, un an après la mort de Greenough et près de dix ans après l'installation de son pendant, La Découverte de l'Amérique, dont la réalisation a été terminée par Persico dès 1844.

Conçue par le sculpteur comme un « mémorial de la race indienne » et comme un hommage au « triomphe des blancs sur les tribus sauvages », La Rescousse (également appelée La Civilisation par certains auteurs) est par la suite vivement critiquée pour son suprémacisme et sa représentation très négative des Amérindiens. Retirée en 1958 puis stockée dans une réserve de la Smithsonian Institution, elle est gravement endommagée lors d'un déménagement en 1976.

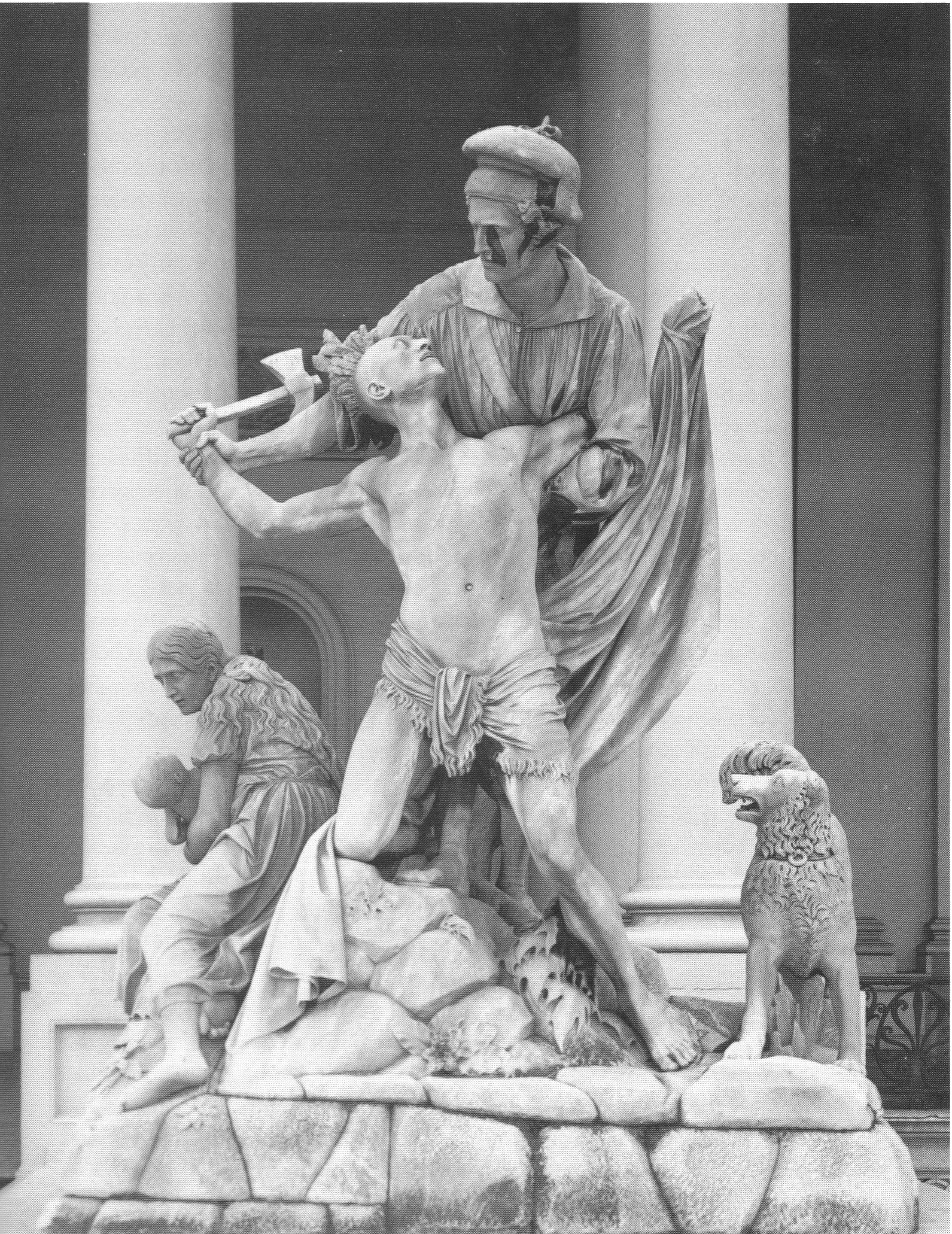
La Rescousse (1851)
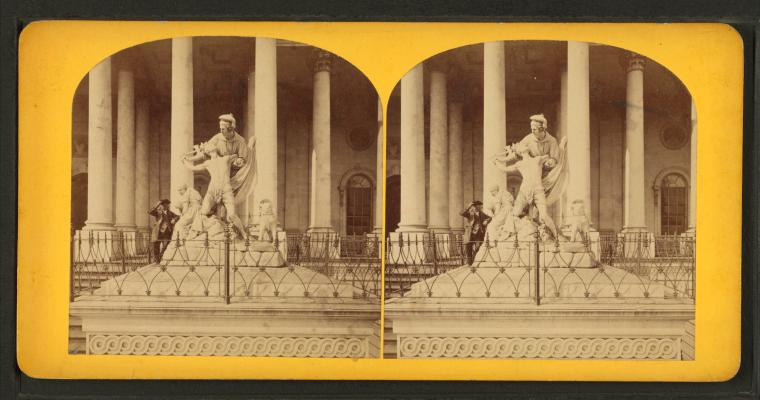
Vue stéréoscopique du groupe
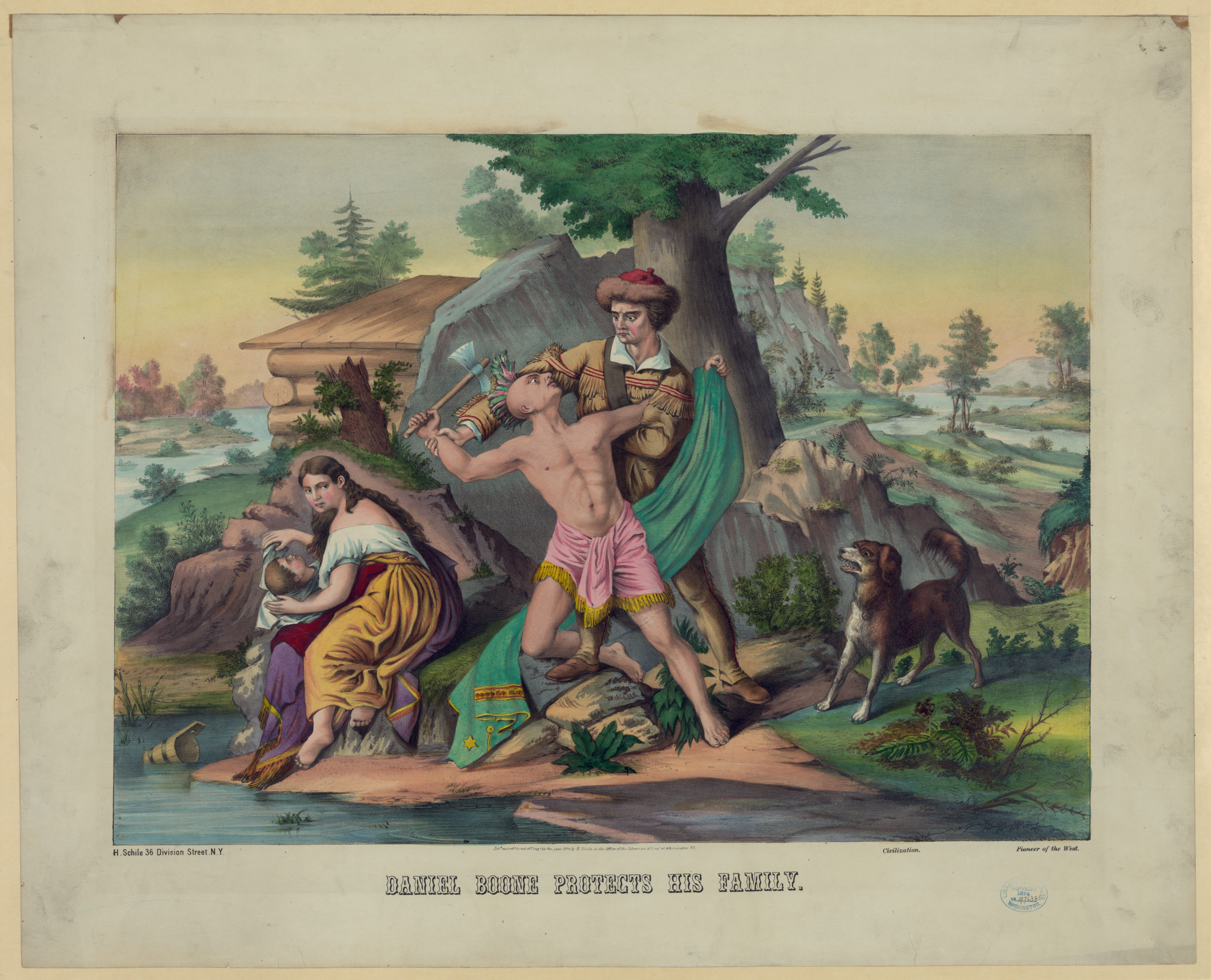
Estampe populaire de 1874 adaptant la composition de Greenough à un épisode de la vie du trappeur Daniel Boone